# 西安海关
西安海关于1984年5月1日正式开关。关区范围最初为陕甘宁青四省区，1989年9月调整为陕西省。

## 业务职能
海、陆、空运进出口货物监管、保税货物监管、特定区域监管（综合保税区、出口加工区）、行邮物品监管，以及征税、统计、稽查、风险管理、缉私等。

## 组织机构

### 内设机构
办公室、关税处、监管通关处、统计处、稽查处、风险处、技术处、财务处、关务保障处、人事教育处、思想政治办公室、监察审计室

### 派驻机构
审单处、现场业务处、驻邮局办事处

## 海关特殊监管区域
西安综合保税区
西安高新综合保税区
西安保税物流园区
西安出口加工区A区
西安出口加工区B区

## 隶属海关
西安咸阳机场海关、宝鸡海关、延安海关、渭南海关、榆林海关

## 外部連結
. 西安海關官方網站. （原始内容存档于2019-11-16）.